# Coelotes nenilini
Coelotes nenilini är en spindelart som beskrevs av S. V. Ovtchinnikov 1999. Coelotes nenilini ingår i släktet Coelotes och familjen mörkerspindlar. Inga underarter finns listade i Catalogue of Life.